# Льон жилкуватий
Льон жилкуватий (Linum nervosum) — вид трав'янистих рослин із роду льон (Linum).

## Ботанічний опис
Це дворічна або багаторічна рослина. Стебла жорсткі, випростані, голі навіть при основі, 30–70 см заввишки. Листки 3-жилкові, жорсткі й гострі, 20–45 × 4–8 мм, світло-зелені, середні та верхні — ланцетні, на краю гостро-шорсткі, довго та тонко загострені; нижні листки в'януть під час цвітіння.
Суцвіття 5–17-квіткове, нещільне. Чашолистки ланцетні або яйцювато-ланцетні, гострі або загострені, слабо залозисті, 7–11 мм. Пелюстки сині, ≈ 25 мм. Цвіте у травні — липні. Коробочка 8–9 м.

## Поширення
Вид поширений у Європі (Балканський півострів, Болгарія, Румунія, Молдова, Україна), у Західній Азії (Іран, Туреччина) та на Кавказі (Росія, Вірменія, Азербайджан, Грузія). В Україні вид трапляється у степу та у Криму, росте на кам'янистих схилах, сухих галявинах, узліссях, у чагарниках.